# Magnetni ležaj
Magnetni ležaj je ležaj koji omogućuje vođenje pokretnih strojnih dijelova, kao što su osovine i vratila, korištenjem magnetske levitacije. Osovine i vratila se okreću bez ikakvog fizičkog dodira, a trenje i trošenje dijelova je izuzetno malo. Koristi se kod elektrana, alatnih strojeva, kod naftnih bušotina i cjevovoda prirodnog plina. Koristi se i kod Zippe plinskih centrifuga, u postupku dobivanja obogaćenog uranija. Koristi se i kod turbomolekularnih sisaljki ili pumpi, jer bi uljno podmazivanje zagadilo uzorak. Magnetni ležaj omogućuje najveće brzine okretanja ležaja, koje su ostvarene u praksi.

## Način rada
Još 1842. je britanski matematičar Samuel Earnshaw postavio Earnshawov teorem, koji vrijedi za klasičnu fiziku, da se pomoću statičkih magnetskih polja (permanentni magneti) i električnih naboja ne može postići statičko lebdenje (magnetska levitacija). Srećom, to ne znači da nije moguće ostvariti magnetsku levitaciju za što postoje brojni primjeri.
Postoje dvije vrste glavnih nestabilnosti koje su vezane za magnetne ležaje. Prvo, privlačna magnetska sila je nestabilna statička sila koja ovisi o razmaku (zračnosti) između pokretnog dijela (rotor) i nepokretnog dijela (stator). Što je taj razmak veći, to je sila manja. Drugo, magnetizam je konzervativna sila, a to znači da ona ne omogućuje prigušenje i zato titranja ili oscilacije u sustavu rotora i statora može onemogućiti uspješnu nosivost.
Magnetno levitacijski vlak ili maglev vlak je posebna, moderna vrsta željezničkog vozila, koja lebdi nad vodilicom, kad je u pokretu, pomoću magnetske sile. Posebnost ovakvog načina rada je ta, što u pokretu vlak sam ne dodiruje podlogu, nego lebdi na vrlo tankom razmaku od vodilice pomoću magnetoodbojne sile. To smanjuje trenje i time troškove održavanja voznog puta. Pogon se vrši pomoću principa linearnog motora, što se ne može iskoristiti za primjenu na magnetnom ležaju.

## Vrste magnetnih ležaja

### Aktivni magnetni ležaj
Aktivni magnetni ležaj (engl. active magnetic bearing - AMB) radi na osnovu elektromagnetskog ovjesa i sastoji se od sklopa elektromagneta i niza elektronskih pojačala, koji dobavljaju električnu struju elektromagnetima. U sustavu radi i kontrolna jedinica, koja je povezana s davačem (senzor) razmaka (zračnosti) između rotora i statora, i koji daje povratnu vezu kontrolnoj jedinici, da bi na osnovu toga mogla poslati odgovarajuću električnu struju. Kontrolna jedinica radi uglavnom s promjenom širine impulsa (engl. pulse width modulation - PWM). Kontrola zatvorenog kruga s povratnom vezom se obavlja s mikroprocesorom ili procesorom digitalnog signala (DSP). Ova tehnologija se razvijala još za vrijeme Drugog svjetskog rata, ali nije bila uspješna zbog nedovoljnog razvoja elektronskih dijelova. Tek 1987. se nastavilo s razvojem konstrukcije aktivnog magnetnog ležaja u Australiji, ali se izrada nije provela zbog velikih troškova izrade. Dio te tehnologije ipak su iskoristile japanske elektronske tvrtke da bi postigli veliki broj okretaja za neke dijelove. Prva primjena aktivnog magnetnog ležaja je ostvarena 1992., na plinskom polju u Alberti (Kanada). 1996. Nizozemci su na svojim naftnim i plinskim poljima ugradili 20 elektromotora s aktivnim magnetnim ležajima.

### Elektrodinamički magnetni ležaj
Elektrodinamički magnetni ležaj (engl. electrodynamic bearings - EDB) je vrsta ležaja koja je još u ispitivanju, ali su rezultati vrlo obećavajući. Za razliku od aktivnog magnetnog ležaja, izvedba je puno jednostavnija, bez složenih kontrolnih jedinica i njegovih dijelova. Način rada se zasniva na indukciji vrtložnih struja na električni vodič koji se okreće. Kada se električni vodić kreće u homogenom magnetskom polju, onda se u električnom vodiču inducira električna struja (Lenzov zakon). Tako dobivena električna struja će stvoriti magnetno polje, koje će biti suprotno magnetskom polju koje je induciralo električnu struju u vodiću. Taj se način rada naziva magnetno ogledalo.

## Primjena
Magnetni ležaji su se već počeli primjenjivati za industrijske strojeve kao što su kompresori, turbine, sisaljke, motori i električni generatori. Uobičajena primjena magnetnog ležaja je u brojilu električne energije. Oni se dosta koriste za precizne mjerne instrumente, koji rade u vakuumu, jer je podmazivanje ležaja u takvim uvjetima vrlo otežano. Nedostatak je visoka cijena i veličina koja zauzima dosta prostora. Najnovija primjena magnetnog ležaja je za centrifugalne pumpe kod ugradnje umjetnog srca.